# Brighton International 1999 - Qualificazioni singolare
Le qualificazioni del singolare  del Brighton International 1999 sono state un torneo di tennis preliminare per accedere alla fase finale della manifestazione. I vincitori dell'ultimo turno sono entrati di diritto nel tabellone principale. In caso di ritiro di uno o più giocatori aventi diritto a questi sono subentrati i lucky loser, ossia i giocatori che hanno perso nell'ultimo turno ma che avevano una classifica più alta rispetto agli altri partecipanti che avevano comunque perso nel turno finale.
Le qualificazioni del torneo Brighton International 1999 prevedevano 29 partecipanti di cui 4 sono entrati nel tabellone principale.

## Teste di serie
1. Diego Nargiso (Qualificato)
2. Mariano Hood (Qualificato)
3. Marc-Kevin Goellner (Qualificato)
4. Edwin Kempes (ultimo turno)

1. Davide Scala (Qualificato)
2. Yong-Il Yoon (primo turno)
3. Luke Milligan (ultimo turno)
4. Justin Layne (primo turno)

## Qualificati
1. Diego Nargiso
2. Mariano Hood

1. Marc-Kevin Goellner
2. Davide Scala

## Tabellone

### Legenda
| - Q = Qualificato - WC = Wild card - LL = Lucky loser | - ALT = Alternate - SE = Special Exempt - PR = Protected Ranking | - w/o = Walkover - r = Ritirato - d = Squalificato |

### Sezione 1
|  | Primo turno      | Primo turno      | Primo turno      | Primo turno | Primo turno |  |  | Secondo turno    | Secondo turno    | Secondo turno    | Secondo turno  | Secondo turno  |   |   | Ultimo turno | Ultimo turno  | Ultimo turno  | Ultimo turno | Ultimo turno |  |
|  |                  |                  |                  |             |             |  |  |                  |                  |                  |                |                |   |   |              |               |               |              |              |  |
|  |                  |                  |                  |             |             |  |  |                  |                  |                  |                |                |   |   |              |               |               |              |              |  |
|  |                  |                  |                  |             |             |  |  | 1                | Diego Nargiso    | Diego Nargiso    | 6              | 7              |   |   |              |               |               |              |              |  |
|  | David Sherwood   | David Sherwood   | David Sherwood   | 6           | 6           |  |  |                  | David Sherwood   | David Sherwood   | 4              | 5              |   |   |              |               |               |              |              |  |
|  | Adam Wharf       | Adam Wharf       | Adam Wharf       | 3           | 3           |  |  |                  |                  |                  |                |                |   |   | 1            | Diego Nargiso | Diego Nargiso | 6            | 6            |  |
|  | Matthew Trudgeon | Matthew Trudgeon | Matthew Trudgeon | 7           | 6           |  |  |                  |                  |                  | Marius Barnard | Marius Barnard | 2 | 4 |              |               |               |              |              |  |
|  | James Davidson   | James Davidson   | James Davidson   | 5           | 3           |  |  | Matthew Trudgeon | Matthew Trudgeon | Matthew Trudgeon | 2              | 1              |   |   |              |               |               |              |              |  |
|  |                  | Marius Barnard   | Marius Barnard   | 6           | 6           |  |  | Marius Barnard   | Marius Barnard   | Marius Barnard   | 6              | 6              |   |   |              |               |               |              |              |  |
|  | 8                | Justin Layne     | Justin Layne     | 0           | 2           |  |  |                  |                  |                  |                |                |   |   |              |               |               |              |              |  |

### Sezione 2
|  | Primo turno       | Primo turno       | Primo turno   | Primo turno | Primo turno |  |  | Secondo turno | Secondo turno | Secondo turno | Secondo turno | Secondo turno |   |   | Ultimo turno | Ultimo turno | Ultimo turno | Ultimo turno | Ultimo turno |  |
|  |                   |                   |               |             |             |  |  |               |               |               |               |               |   |   |              |              |              |              |              |  |
|  |                   |                   |               |             |             |  |  |               |               |               |               |               |   |   |              |              |              |              |              |  |
|  |                   |                   |               |             |             |  |  | 2             | Mariano Hood  | Mariano Hood  | 6             | 6             |   |   |              |              |              |              |              |  |
|  | David Sanger      | David Sanger      | David Sanger  | 7           | 7           |  |  |               | David Sanger  | David Sanger  | 0             | 0             |   |   |              |              |              |              |              |  |
|  | Tom Higgins       | Tom Higgins       | Tom Higgins   | 6           | 5           |  |  |               |               |               |               |               |   |   | 2            | Mariano Hood | Mariano Hood | 6            | 6            |  |
|  | Tom Spinks        | Tom Spinks        | 7             | 2           | 6           |  |  |               |               | 7             | Luke Milligan | Luke Milligan | 1 | 2 |              |              |              |              |              |  |
|  | Graeme Darlington | Graeme Darlington | 5             | 6           | 3           |  |  |               | Tom Spinks    | Tom Spinks    | 4             | 3             |   |   |              |              |              |              |              |  |
|  | 7                 | Luke Milligan     | Luke Milligan | 7           | 6           |  |  | 7             | Luke Milligan | Luke Milligan | 6             | 6             |   |   |              |              |              |              |              |  |
|  |                   | James Smith       | James Smith   | 5           | 1           |  |  |               |               |               |               |               |   |   |              |              |              |              |              |  |

### Sezione 3
|  | Primo turno        | Primo turno         | Primo turno        | Primo turno | Primo turno |  |  | Secondo turno       | Secondo turno       | Secondo turno       | Secondo turno       | Secondo turno |   |   | Ultimo turno | Ultimo turno        | Ultimo turno | Ultimo turno | Ultimo turno |  |
|  |                    |                     |                    |             |             |  |  |                     |                     |                     |                     |               |   |   |              |                     |              |              |              |  |
|  |                    |                     |                    |             |             |  |  |                     |                     |                     |                     |               |   |   |              |                     |              |              |              |  |
|  |                    |                     |                    |             |             |  |  | 3                   | Marc-Kevin Goellner | Marc-Kevin Goellner | 6                   | 6             |   |   |              |                     |              |              |              |  |
|  | Nick Greenhouse    | Nick Greenhouse     | Nick Greenhouse    | 6           | 6           |  |  |                     | Nick Greenhouse     | Nick Greenhouse     | 4                   | 0             |   |   |              |                     |              |              |              |  |
|  | David Terol-Soames | David Terol-Soames  | David Terol-Soames | 0           | 1           |  |  |                     |                     |                     |                     |               |   |   | 3            | Marc-Kevin Goellner | 3            | 6            | 6            |  |
|  | Simon Dickson      | Simon Dickson       | Simon Dickson      | 6           | 6           |  |  |                     |                     |                     | Frederik Fetterlein | 6             | 2 | 4 |              |                     |              |              |              |  |
|  | Mark Beim          | Mark Beim           | Mark Beim          | 4           | 0           |  |  | Simon Dickson       | Simon Dickson       | Simon Dickson       | 2                   | 1             |   |   |              |                     |              |              |              |  |
|  |                    | Frederik Fetterlein | 0                  | 6           | 7           |  |  | Frederik Fetterlein | Frederik Fetterlein | Frederik Fetterlein | 6                   | 6             |   |   |              |                     |              |              |              |  |
|  | 6                  | Yong-Il Yoon        | 6                  | 2           | 5           |  |  |                     |                     |                     |                     |               |   |   |              |                     |              |              |              |  |

### Sezione 4
|  | Primo turno         | Primo turno         | Primo turno         | Primo turno | Primo turno |  |  | Secondo turno | Secondo turno       | Secondo turno       | Secondo turno | Secondo turno |   |   | Ultimo turno | Ultimo turno | Ultimo turno | Ultimo turno | Ultimo turno |  |
|  |                     |                     |                     |             |             |  |  |               |                     |                     |               |               |   |   |              |              |              |              |              |  |
|  | 4                   | Edwin Kempes        | Edwin Kempes        | 6           | 6           |  |  |               |                     |                     |               |               |   |   |              |              |              |              |              |  |
|  |                     | Kyle Spencer        | Kyle Spencer        | 2           | 1           |  |  | 4             | Edwin Kempes        | Edwin Kempes        | 6             | 6             |   |   |              |              |              |              |              |  |
|  | Ruben Fernandez-Gil | Ruben Fernandez-Gil | Ruben Fernandez-Gil | 6           | 6           |  |  |               | Ruben Fernandez-Gil | Ruben Fernandez-Gil | 3             | 0             |   |   |              |              |              |              |              |  |
|  | Ala Tehrani         | Ala Tehrani         | Ala Tehrani         | 1           | 1           |  |  |               |                     |                     |               |               |   |   | 4            | Edwin Kempes | Edwin Kempes | 4            | 2            |  |
|  | Philip Loose        | Philip Loose        | 6                   | 3           | 6           |  |  |               |                     | 5                   | Davide Scala  | Davide Scala  | 6 | 6 |              |              |              |              |              |  |
|  | James Rose          | James Rose          | 4                   | 6           | 1           |  |  |               | Philip Loose        | Philip Loose        | 4             | 0             |   |   |              |              |              |              |              |  |
|  | 5                   | Davide Scala        | 4                   | 6           | 6           |  |  | 5             | Davide Scala        | Davide Scala        | 6             | 6             |   |   |              |              |              |              |              |  |
|  |                     | Bob Borella         | 6                   | 4           | 4           |  |  |               |                     |                     |               |               |   |   |              |              |              |              |              |  |